# Jordanis Konstandinidis
Jordanis Konstandinidis (gr. Ιορδάνης Κωνσταντινίδης; ur. 5 października 1972 w Ptolemaidzie) – grecki zapaśnik walczący w stylu klasycznym. Dwukrotny olimpijczyk. Szósty w Atlancie 1996 i odpadł w eliminacjach w Barcelonie 1992. Startował w kategorii 90 kg.
Dwukrotny uczestnik mistrzostw świata, piąty w 1995. Czwarty na mistrzostwach Europy w 1992 i 1994. Trzeci na igrzyskach śródziemnomorskich w 1991 i szósty w 1993. Piąty w Pucharze Świata w 1991. Trzeci na MŚ juniorów w 1990 roku.
- Turniej w Barcelonie 1992

Wygrał z Henri Meissem z Francji, a przegrał z Bułgarem Iwajło Jordanowem i Włochem Salvatore Campanellą.
- Turniej w Atlancie 1996

Pokonał Lucio Vásqueza z Peru i Ormianina Colaka Jeghisziana. Przegrał z Białorusinem Alaksandrem Sidarenką, Jackiem Fafińskim i Turkiem Hakkı Başarem.